# 20 Minutes de bonheur
Pour plus de détails, voir Fiche technique et Distribution.
20 Minutes de bonheur est un documentaire français réalisé par Oren Nataf et Isabelle Friedmann, sorti en 2008.

## Synopsis
Les méthodes de travail et les objectifs des réalisateurs de l'émission de télé-réalité Y'a que la vérité qui compte diffusée sur TF1 de 2002 à 2006.

## Fiche technique
- Titre : 20 Minutes de bonheur
- Réalisation : Oren Nataf et Isabelle Fridmann
- Photographie : Ernesto Giolitti
- Montage : Jean-François Élie
- Production : Oxygène associés
- Pays d’origine :  France
- Durée : 100 minutes
- Date de sortie : France - 17 septembre 2008

## Distribution
- Pascal Bataille
- Laurent Fontaine

## À propos du film
Après avoir autorisé Oren Nataf et Isabelle Friedmann à tourner pendant cinq mois, en 2005, dans les coulisses de l'émission Y'a que la vérité qui compte, les animateurs-producteurs Pascal Bataille et Laurent Fontaine ont demandé - en vain - l'interdiction de la diffusion du documentaire.